# ビカルバロ
ビカルバロ （西: Vicálvaro）は、スペイン、マドリードの区。

## 地理
マドリード南東部に位置する。西はモラタラス、北はサン・ブラス、南はプエンテ・デ・バリェカスとビリャ・デ・バリェカス、東はコスラーダ、サン・フェルナンド・デ・エナーレス、リバス＝バシアマドリードと接している。カスコ・イストリコ・デ・ビカルバロ（19.1）、アンブロス（19.2）の2地区で構成される。

## 歴史
ビカルバロの名が初めて公文書に現れるのは、住民が教会に十分の一税を納めたことを記した1352年である。
1844年、イサベル2世はグアルディア・シビルの創設を許可し、ビカルバロに母体である騎兵隊本部が置かれた。フランコ独裁時代には武器庫が置かれた。現在当時の建物はフアン・カルロス1世大学の校舎となっている。
1950年までビカルバロはアルカラ・デ・エナーレスの管轄区に含まれていた。1951年にマドリードに編入し、旧バリェカス区と旧ベンタス区に分けられていた。1987年に区の再編が行われ、単独の区となった。

## 交通
- 道路 - マドリード環状高速道M-40。アウトビア・デル・エステ高速道（スペイン語版）
- セルカニアス マドリード - C-2号線、C-7号線、ビカルバロ駅
- マドリード地下鉄 - 9号線